# Mimoeme lycoides
Mimoeme lycoides is een keversoort uit de familie boktorren (Cerambycidae). De wetenschappelijke naam van de soort is voor het eerst geldig gepubliceerd in 1967 door Chemsak & Linsley.